# Mélodie pour un meurtre (film)
Pour les articles homonymes, voir Mélodie pour un meurtre.
Pour plus de détails, voir Fiche technique et Distribution.
Mélodie pour un meurtre ou Rencontre fatale au Québec (Sea of Love) est un film américain réalisé par Harold Becker, sorti en 1989.

## Synopsis
En l'espace d'une semaine à New York, deux hommes qui organisaient leurs rendez-vous par l'entremise d'un magazine spécialisé sont assassinés. C'est l'inspecteur Frank Keller qui est mis sur l'affaire, mais celui-ci est usé par son divorce avec sa femme. Son enquête le mènera jusqu'à Helen, dont il tombe amoureux, mais ne peut néanmoins s'empêcher de penser qu'elle est la meurtrière...

## Fiche technique
- Titre français : Mélodie pour un meurtre
- Titre québécois : Rencontre fatale
- Titre original : Sea of Love
- Producteur : Martin Bregman
- Réalisateur : Harold Becker
- Scénariste : Richard Price
- Directeur de la photographie : Ronnie Taylor
  - Prises de vues additionnelles : Adam Holender
- Musique : Trevor Jones
- Montage : David Bretherton
- Dates de sortie : 15 septembre 1989 (États-Unis), 10 janvier 1990 (France)
- Durée : 113 minutes
- Genre : Policier

## Distribution
- Al Pacino (VF : Bernard Murat) : Frank Keller
- Ellen Barkin (VF : Virginie Ledieu) : Helen
- John Goodman (VF : Jacques Frantz) : Sherman
- Michael Rooker (VF : Richard Darbois) : Terry
- Richard Jenkins (VF : Jean-Claude Robbe) : Gruber
- John Spencer  (VF : Jean-Claude Sachot)  : Le lieutenant
- Paul Calderon (VF : Vincent Violette) : Serafino
- William Hickey  (VF : Pierre Baton)  : Frank Keller Sr.
- Michael O'Neill  (VF : Philippe Peythieu)  : Raymond Brown
- Ty Templeton  (VF : Michel Modo)  : Le groom
- Samuel L. Jackson : homme noir
- Jacqueline Brookes : la mère d'Helen
- Barbara Baxley : Mlle Allen

## Autour du film
- Succès public et critique, Mélodie pour un meurtre permit de relancer la carrière cinématographique d'Al Pacino. Pacino avait tourné dans les années 1980 des films qui n'avaient pas connu beaucoup de succès, dont Révolution (1985), qui avait été un échec commercial et critique. Il s'éloigna des studios de cinéma pour se consacrer au théâtre avant de revenir au cinéma quatre ans après Revolution pour tourner Mélodie pour un meurtre.
- John Goodman et Al Pacino se retrouveront en 2010 dans le téléfilm La Vérité sur Jack. Pacino retrouvera également Ellen Barkin pour Ocean's 13 en 2007.
- Samuel L. Jackson tient un petit rôle, celui d'un invité à la « réunion » des Yankees par la police.
- Al Pacino fut nommé aux Golden Globes dans la catégorie Meilleur acteur en 1990.